# コントロールキー

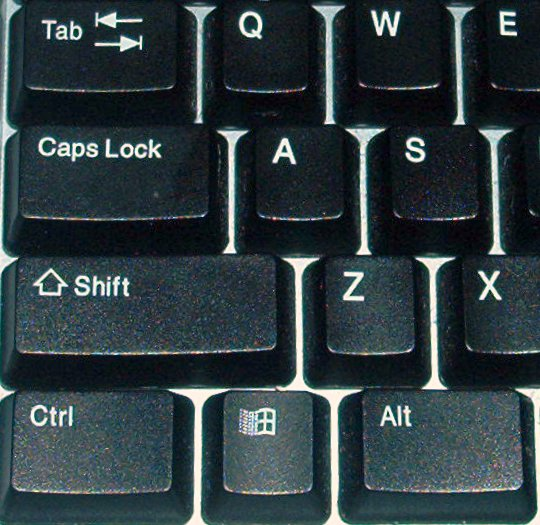
101キーボードのコントロールキー（左端の一番下のキー）

コントロールキー (Control key) は、コンピュータに装備されるキーボードに備わる修飾キーの一つ。修飾キーとは他のキーと一緒に押し下げることで（シフトキーなどと同様）、様々なコマンドを送信するために設けられたキー。キートップにはcontrol、CTRLないしはCtrlと刻印されている。

## 歴史
元来は、テレタイプ端末、及び初期のコンピュータキーボードでは、コントロールキーを押しながら他のキーを押すと、生成されるASCIIの下位5ビット以外がゼロとなった。これによりユーザーはASCIIの非表示文字である最初の32文字 (0x00 - 0x1f) を生成・入力できる。これら非表示文字は制御文字と呼ばれ、キーボードから入力することで復帰 (CR)、改行 (LF)、改頁 (FF)、端末ベル (BEL) 等の動作を行わせる制御信号をコンピュータに送る。
しかし、制御文字を生成するこの機能は、ほとんど使用されなくなった。その後、現在のソフトウェアは他の目的で使用するようになった。
なおテレタイプ端末ではコントロールキーと共に小文字のc、または大文字のCを使用した場合、得られる結果は同じである。しかしながら現代のコンピュータでは、通常これら二つのキーは区別されている。またコントロールキーが左右に二つあるキーボードの場合、アプリケーションによっては使い分ける場合がある。

## 表記方法
コントロールキーを押しながら他のキーを押す動作を表記する場合、一般的な表記方法が存在する。以下の全ての例はコントロールキーを押しながらcキーを押し下げる動作を示す。
| ^C     | 文字の前に^ を置く伝統的表記法 |
| C-c    | Emacsにおける表記              |
| Ctrl-C | マイクロソフトの旧表記法       |
| CTRL+C | 現在のマイクロソフトの表記     |

## キーの位置
英文タイプライターでは「A」の左にCapsLockキーを備えた。初期のパーソナルコンピュータやワークステーション以降のキーボードも同様に、コントロールキーを、ホームポジションの近く、通常はコントロールキーは「A」の近くに備えた。VT100キーボードはCapsLockキーとコントロールキーとが隣り合って「A」の左隣に置かれた。なおEscキーは「Q」の近くに備えた。
以降、エディタ、ワープロソフト、コンピュータゲームなど、コントロールキー（およびEscキー）を多用するソフトウェアが多数登場し、特にパーソナルコンピュータやUNIX環境では普及した操作性となった。
Sunワークステーションが採用したキーボードは、VT100キーボードが初代だが、その後継のtype-2キーボード以降は、「A」の左隣のコントロールキーのみを残し、使用頻度が低いとみなしたCapsLockキーは廃止した 。以降、「A」の左隣に配置されるコントロールキーは、Unixなどの環境で愛用者が増えた（Happy Hacking Keyboardはこれを踏襲している）。
現在でも、Apple純正キーボードのうち、日本語版JISキーボードは同様にAの左隣にコントロールキーが配置される。英語版キーボード（101キーボードと同様）とは異なる。

### 101キーボード
しかしこれとは逆に、PC/AT後期より主流となった101キーボード（日本では106/109キーボード）以降の大多数のキーボードでは、CapsLockキーを「A」の左隣に残し、コントロールキーの位置は最下段へ、Escキーは最上段（ファンクションキーの上）へ移動させた。
- この移動の理由は、コンビネーション用のキーを最下段に揃えたのは指先の不自由なユーザーへの配慮や、パーソナルコンピュータ以外も含むコンピュータの操作性（インタフェース）の統一である。
- これを問題視する意見に対する反論または対策としては、コントロールキーは小指の付け根の部分で押せばよい、ソフトウェア側でキーバインドを変更すれば良い、キー位置が異なるキーボードも各種発売されている（例: Happy Hacking Keyboard）、などがある。

ソフトウェアまたはハードウェアによってキー位置を変更する場合は、コントロールキーをAの左隣ではなくスペースバーの隣のキー（無変換キーやAltキー）に割り振り、親指でコントロールキーを押す使い方をする人もいる。これはコマンドキーを親指で押すmacOSの使用法に似ている。
ノートPCでは、ファンクションキーに別の機能を割り当てるためのFnキーがあり、これにより左コントロールキーの位置やサイズが変えられている場合がある。詳細はFnキーを参照。

## UNIXターミナル環境・Emacs準拠カーソル移動操作
UNIXターミナル環境、Emacs準拠テキスト上のカーソル移動操作などでコントロールキーが多用される。
| Ctrl+F | カーソルを1文字分右へ移動  |
| Ctrl+B | カーソルを1文字分左へ移動  |
| Ctrl+E | カーソルを行末へ移動       |
| Ctrl+A | カーソルを行頭へ移動       |
| Ctrl+N | カーソルを1行下へ移動      |
| Ctrl+P | カーソルを1行上へ移動      |
| Ctrl+D | カーソルの右の一文字を削除 |
| Ctrl+H | カーソルの左の一文字を削除 |

## macOSのコントロールキー
macOSにおいてもコントロールキーは、UNIXターミナル環境だけではなく、上記と同じく、テキスト上のカーソル移動操作などで多用される（同様のEmacs操作を踏襲）。iPadOS、iOSでも同様である。
ほかにも、日本語入力プログラム (macOS)（旧ことえり）の日本語入力操作、2ボタンマウスのエミュレーション（コンテクストメニューの表示）に用いられる。
メニュー上でのショートカットキー用表記は⌃ (U+2303) か⌤ (U+2324) である。ことえりのみ鉛筆マークになる。

### macOSのコマンドキー
1980年のApple IIIで登場し、Classic Mac OS・macOS及びそれらのアプリケーションにおいて、コマンドキーは汎用的に使用される。

## Windows OSのコントロールキー
マイクロソフトのWindows系OSでは、macOSのコマンドキーの機能を受け継ぎながら、コマンドキーではなくコントロールキーを用いるよう置き替えたことから、それが汎用的に用いる修飾キーとなった。

## 使用例

### Windows OS での基本的な使用法
マイクロソフトのWindows系OSでは、以下のように汎用的に使用される（いくつかの例外あり）。
| CTRL+A | 全選択                     |
| CTRL+C | 選択項目のコピー           |
| CTRL+F | 検索                       |
| CTRL+H | 置換                       |
| CTRL+N | 新規作成                   |
| CTRL+O | 開く                       |
| CTRL+P | 印刷                       |
| CTRL+S | 保管                       |
| CTRL+V | カーソル位置にペースト     |
| CTRL+X | 選択項目のカット           |
| CTRL+Y | リドゥ（Redo; やり直し）   |
| CTRL+Z | アンドゥ（Undo; 元に戻す） |

#### 単独での使用
Windows用の恋愛アドベンチャーゲーム・ビジュアルノベルにおいては、コントロールキーを単独で押すことにより、テキストの早送りができることが多い。また、一部のCPU切り替え機ではコントロールキーを連続して複数回押す事でモニタにメニューを表示する等の使用がされている。
WindowsにはCtrlキーを押すとマウスポインタの周囲に円が表示されマウスポインタを目立たせる機能が搭載されている。
韓国語のMicrosoft IMEでは、ハングルで読みを入力してから한자 (hanja) キーを押すことで漢字変換（および単独の字母を入力して記号への変換）を行うが、한자キーの無いキーボードではこの機能を右コントロールキーで代用するようになっている。